# Río Arenillas (periodiskt vattendrag)
Río Arenillas är ett periodiskt vattendrag i Ecuador. Det ligger i provinsen El Oro, i den sydvästra delen av landet, 400 km söder om huvudstaden Quito.